# Брейн, Авраам де
Авраам де Брейн, Абрахам де Брюйн (нидерл. Abraham de Bruyn; около 1539, Антверпен —1587, Кёльн?) — фламандский живописец, рисовальщик и гравёр Золотого века искусства Нидерландов. Работал в Кёльне, Германия. Его причисляют к школе кляйнмайстеров.

## Биография
Авраам де Брейн (Брюйн) родился около 1539 года в городе Антверпен. С 1577 по 1578 год проживал, по всей видимости в Кёльне, но в 1581 году находился в родном городе. Впоследствии он вновь вернулся в Кёльн, где и прожил до самой смерти.
Авраам гравировал в технике офорта в манере семьи Вириксов. Считается, что он также работал ювелиром. Среди его портретов и небольших орнаментальных фризов, композиций с изображениями библейских сцен, выделяются сцены охоты с собаками и соколами (1565), серия животных (12 листов, 1583), аллегорий планет (7 листов), ряд гротесков, собранных в серии: «Imperii ас sacerdotii ornatus, diversarum gentium vestitus» (1578); «Diversarum gentium armatura equestris» (1577) и «Omnium paene gentium imagines» (1581 год).
Сын мастера Николас да Брейн (1570—1652) пошёл по стопам отца и также стал гравёром. Работал в Роттердаме. Гравировал также по картинам А. Блумарта и Луки Лейденского.

## Галерея

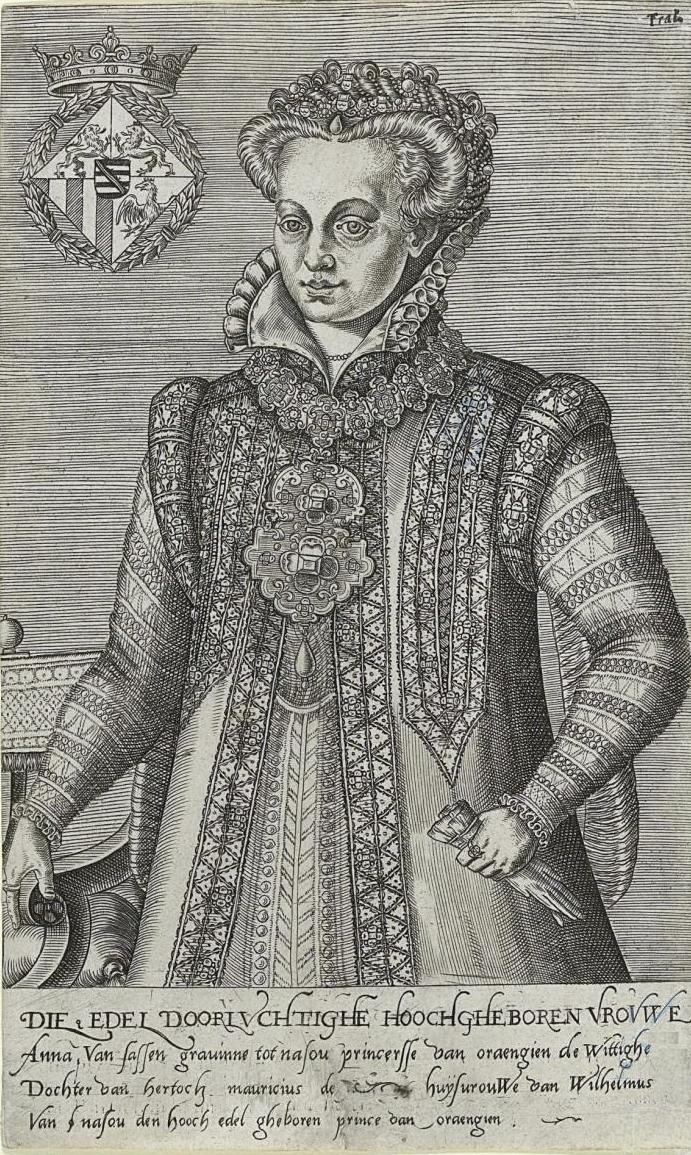
Анна Саксонская. 1560-1570
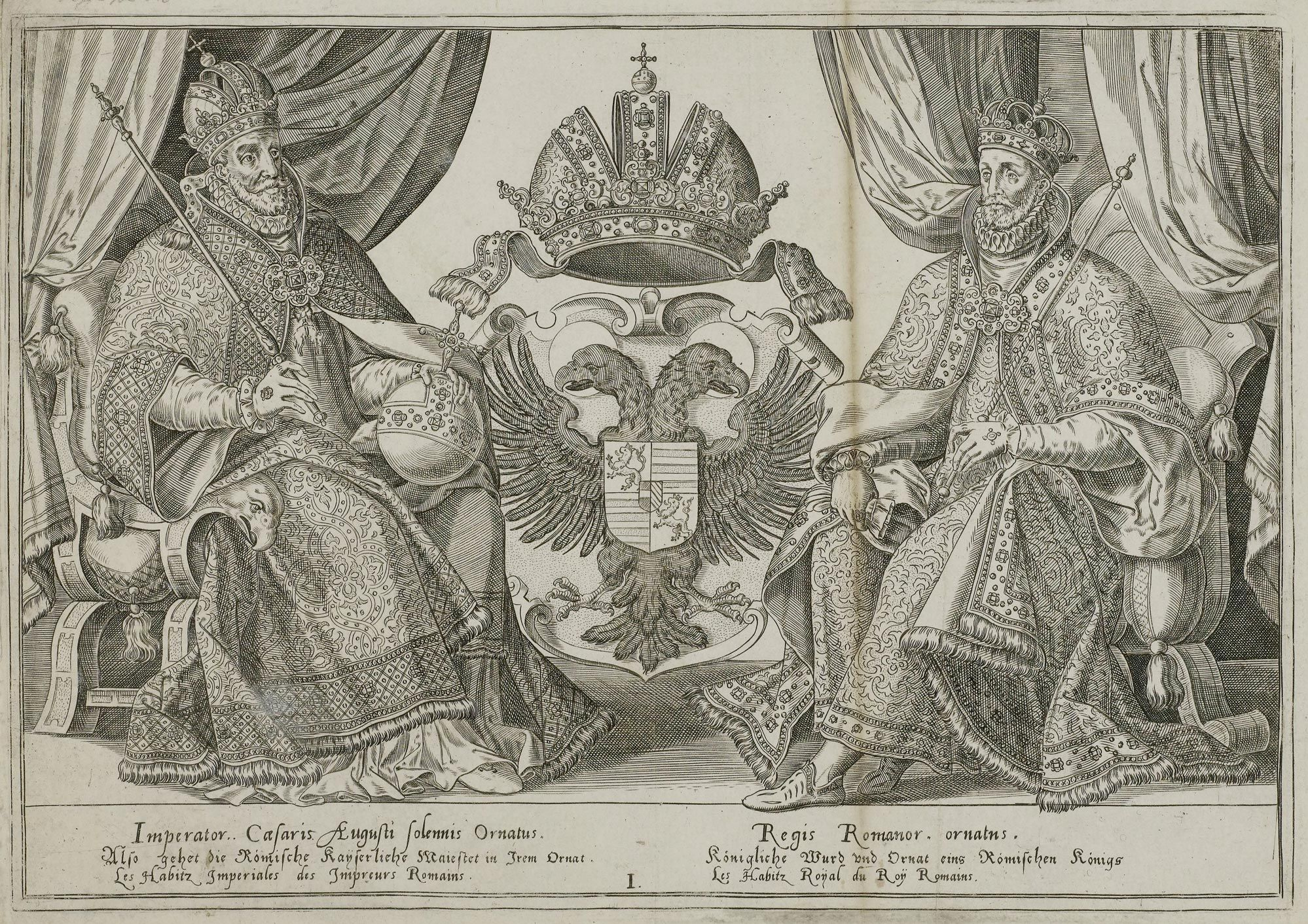
Германо-римский император (кайзер) и германо-римский король. Антверпен. 1581. Размер 22 x 33 см
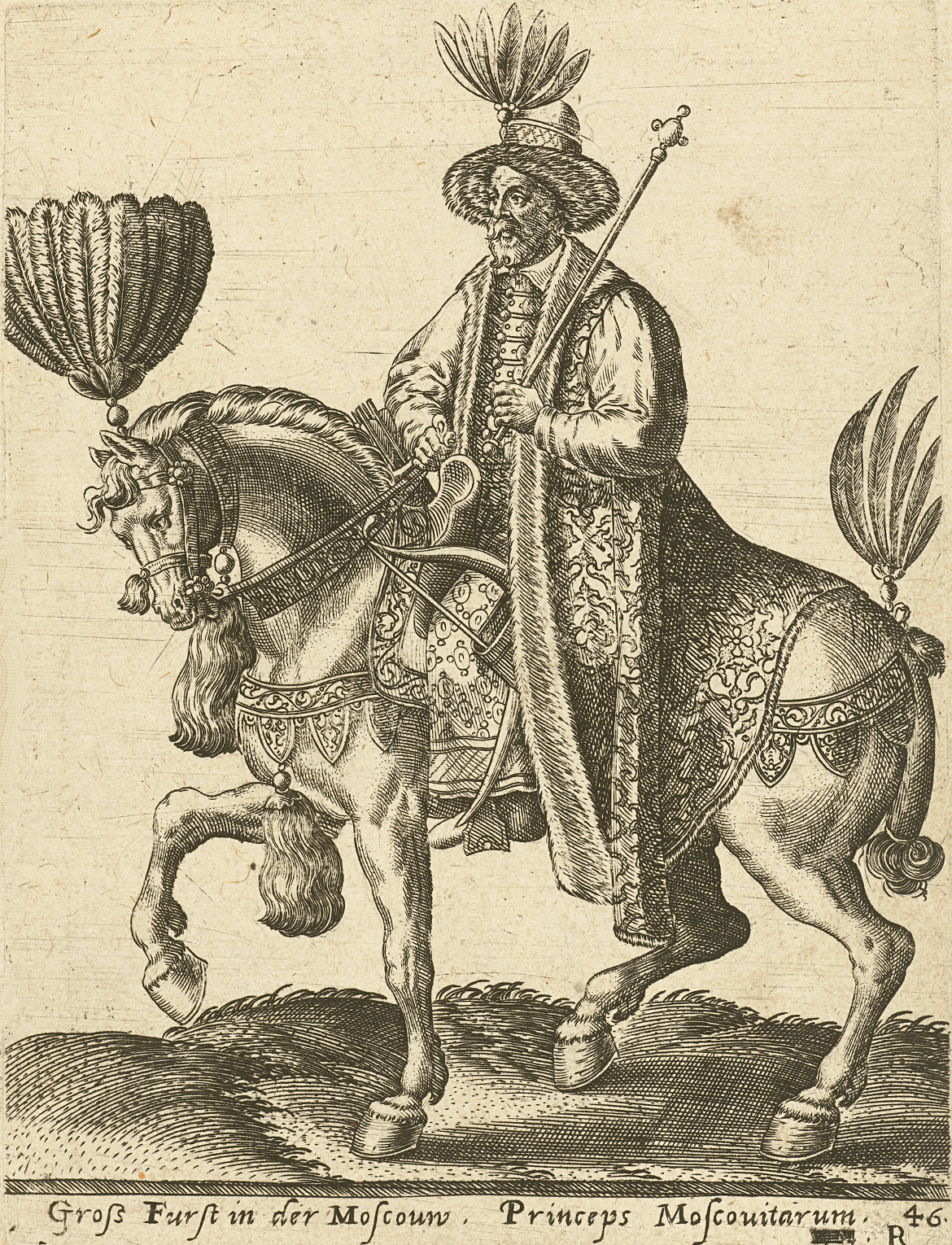
Московский Великий князь
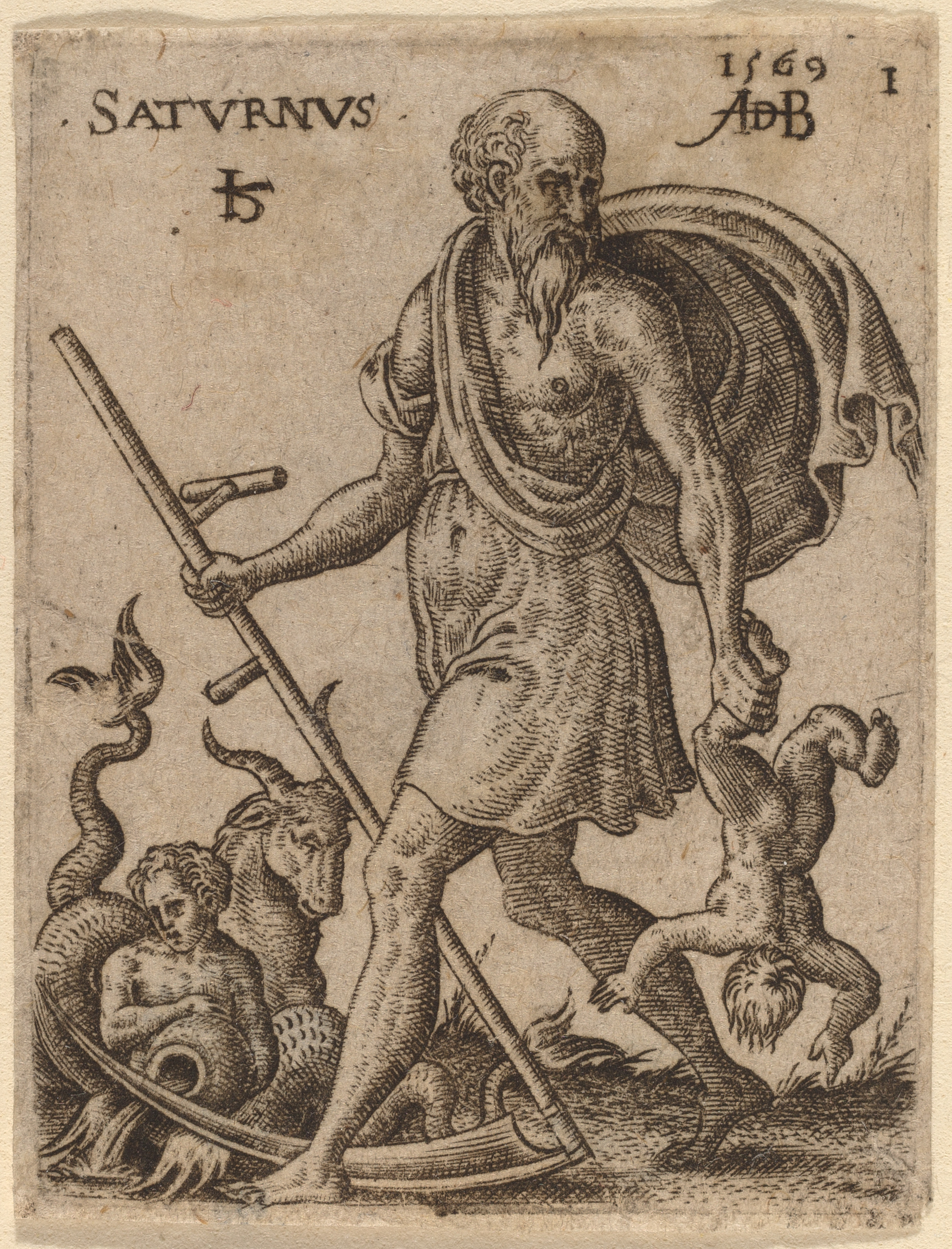
Римский бог Сатурн. 1569
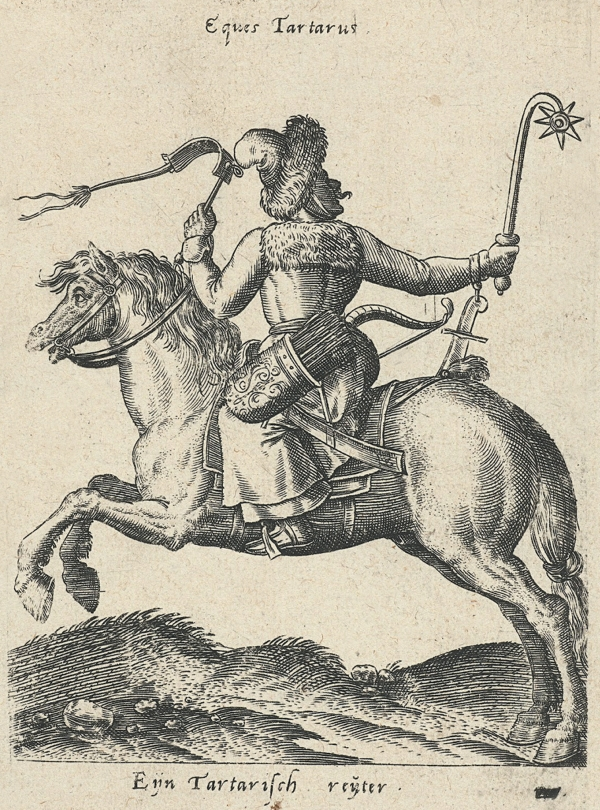
Крымскотатарский всадник. 1575
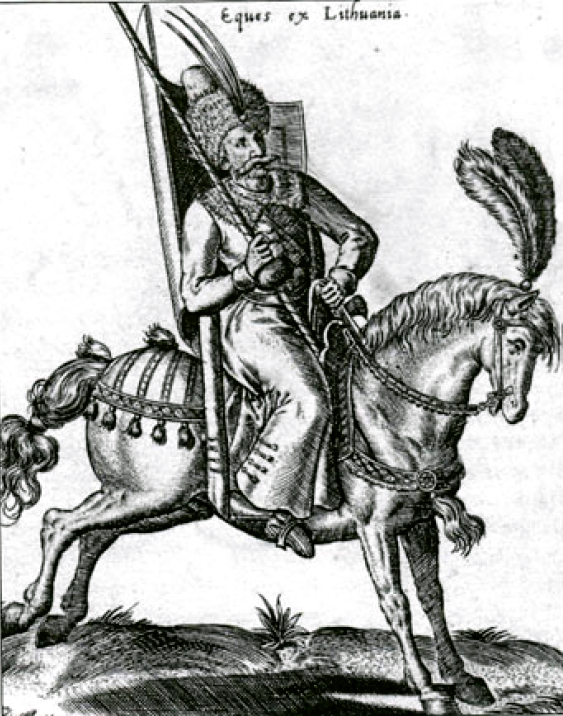
Гусар-литвин. 1575
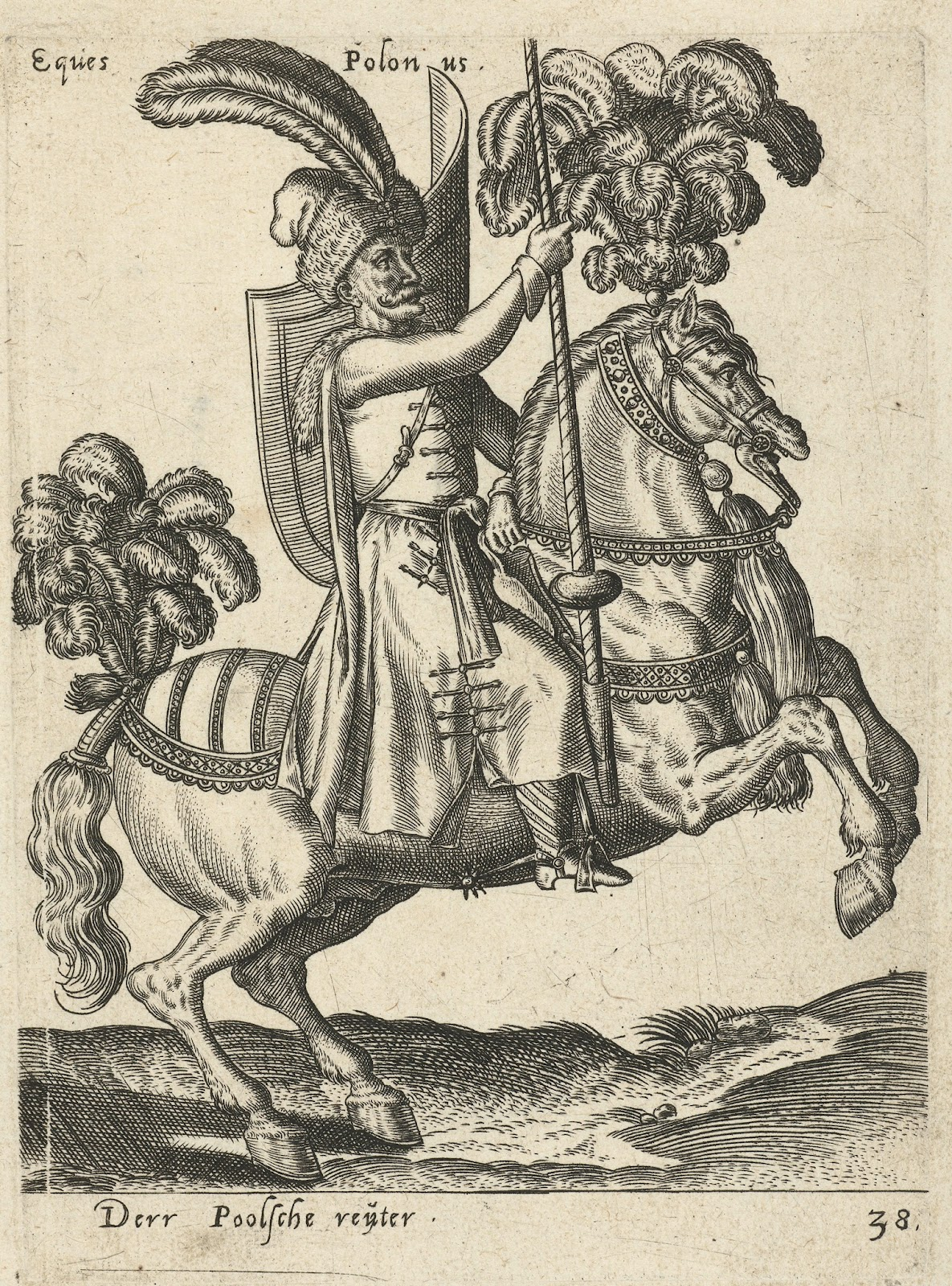
Польский гусар. 1578
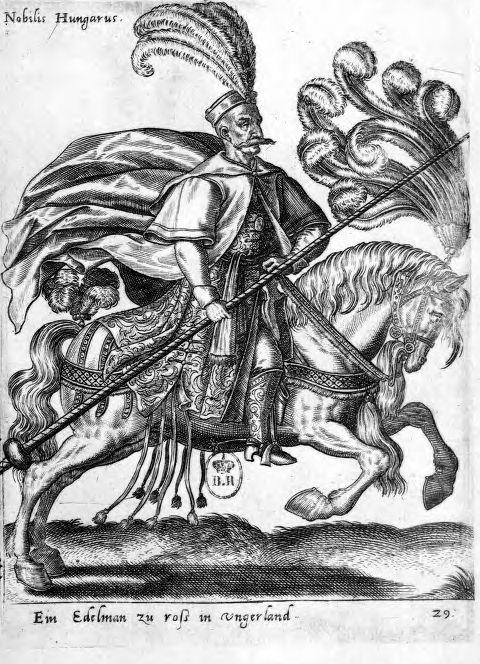
Венгерский всадник. 1576
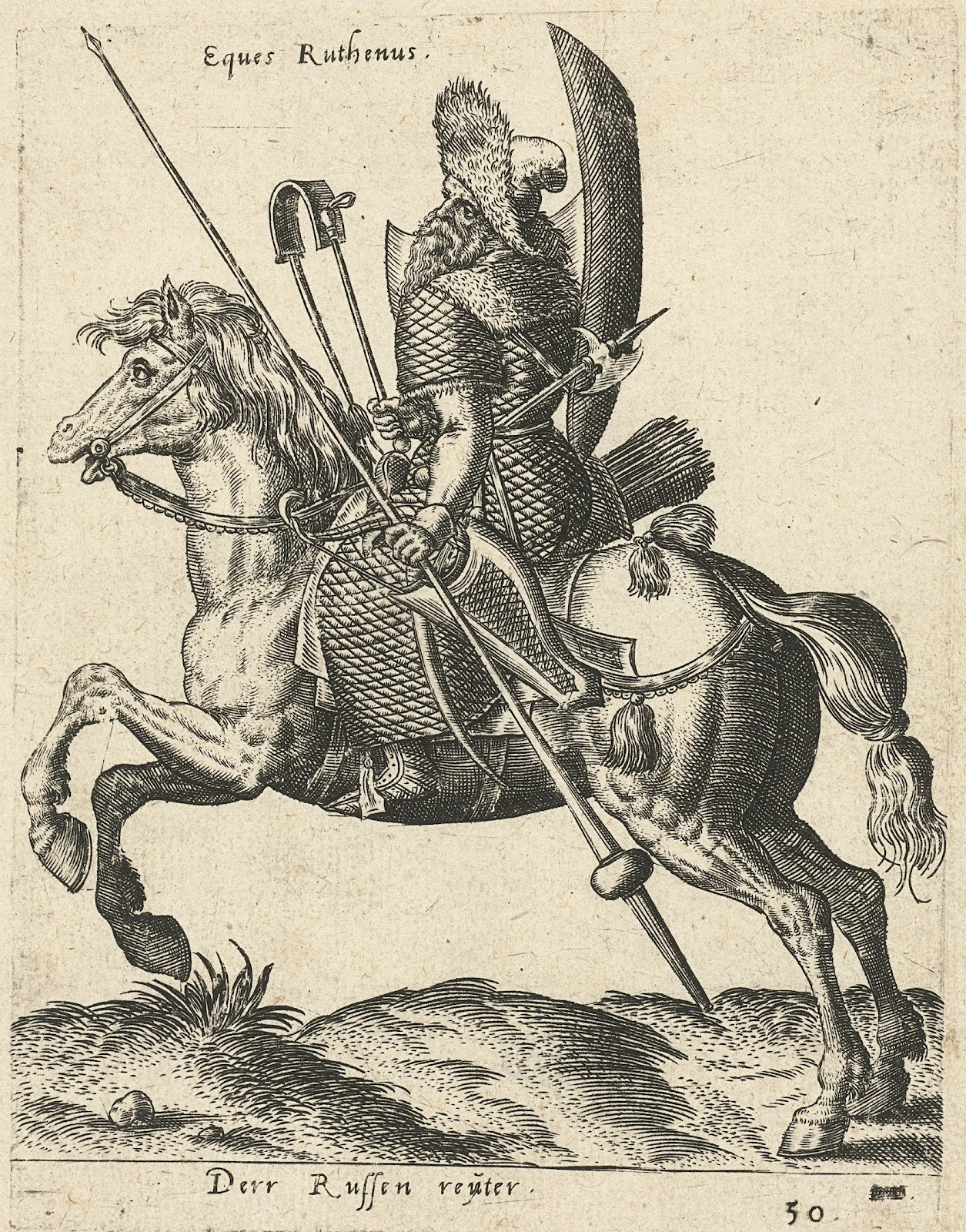
Русский всадник
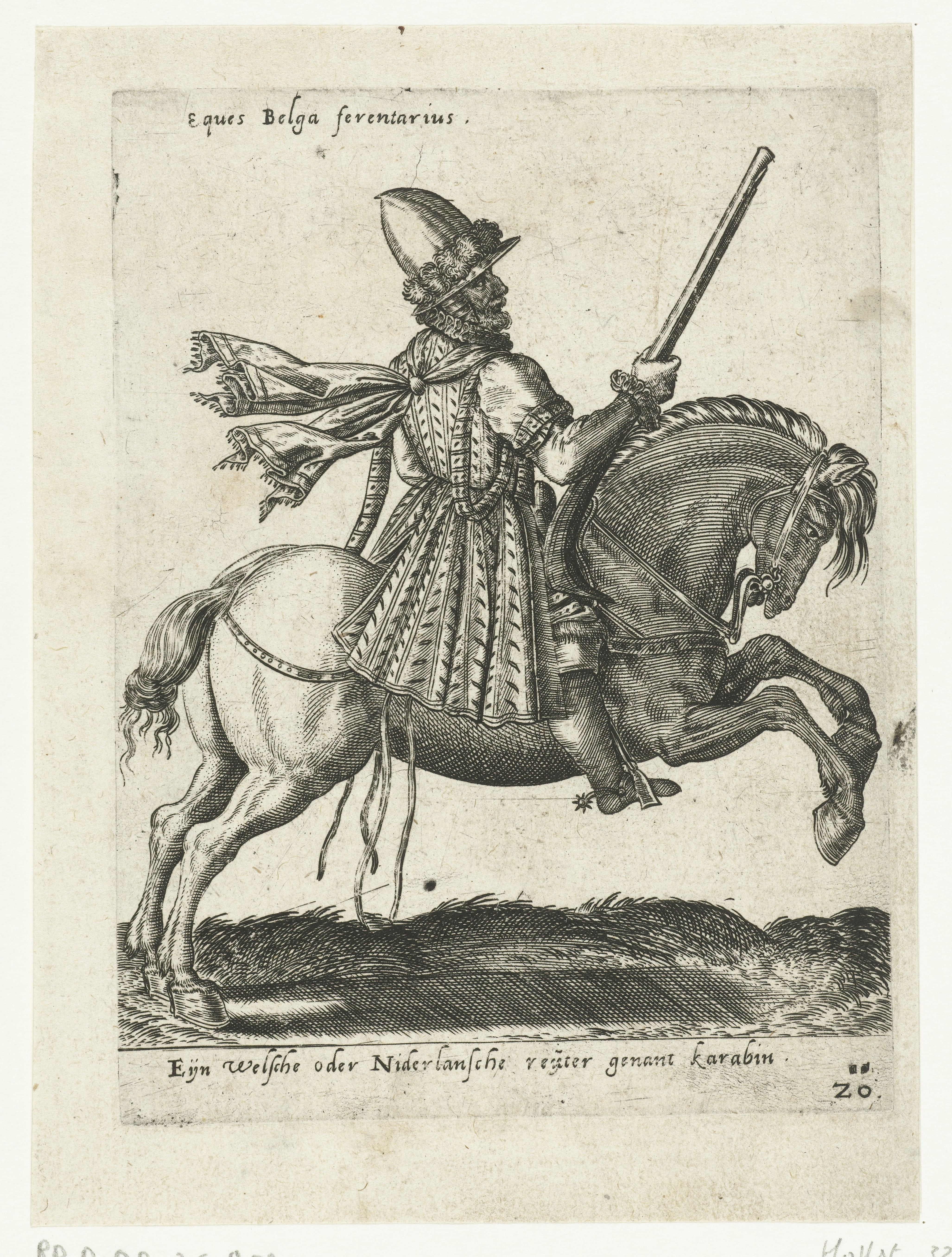
Голландский всадник с карабином. 1577
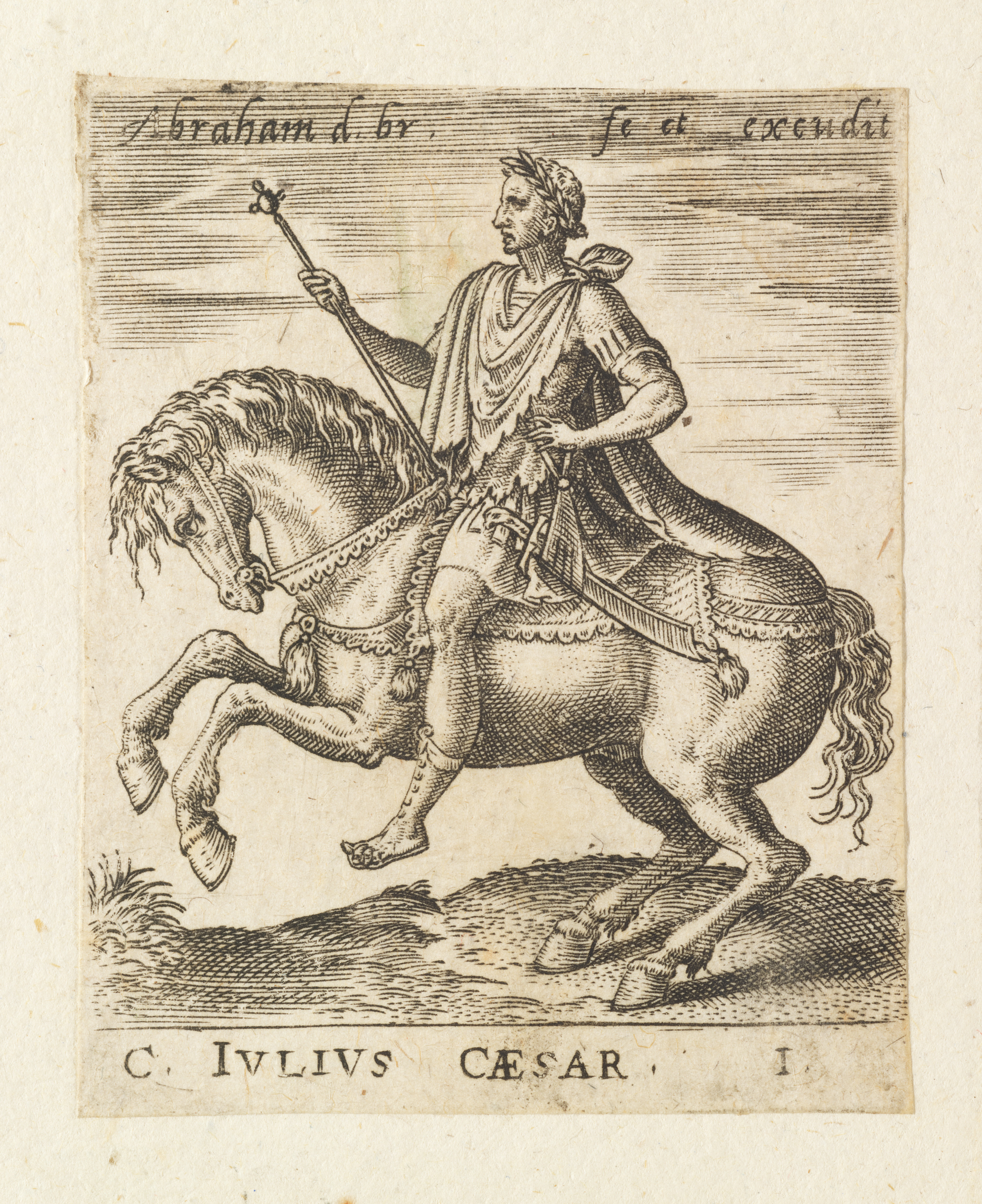
Конный портрет Гая Юлия Цезаря. 1565-1587
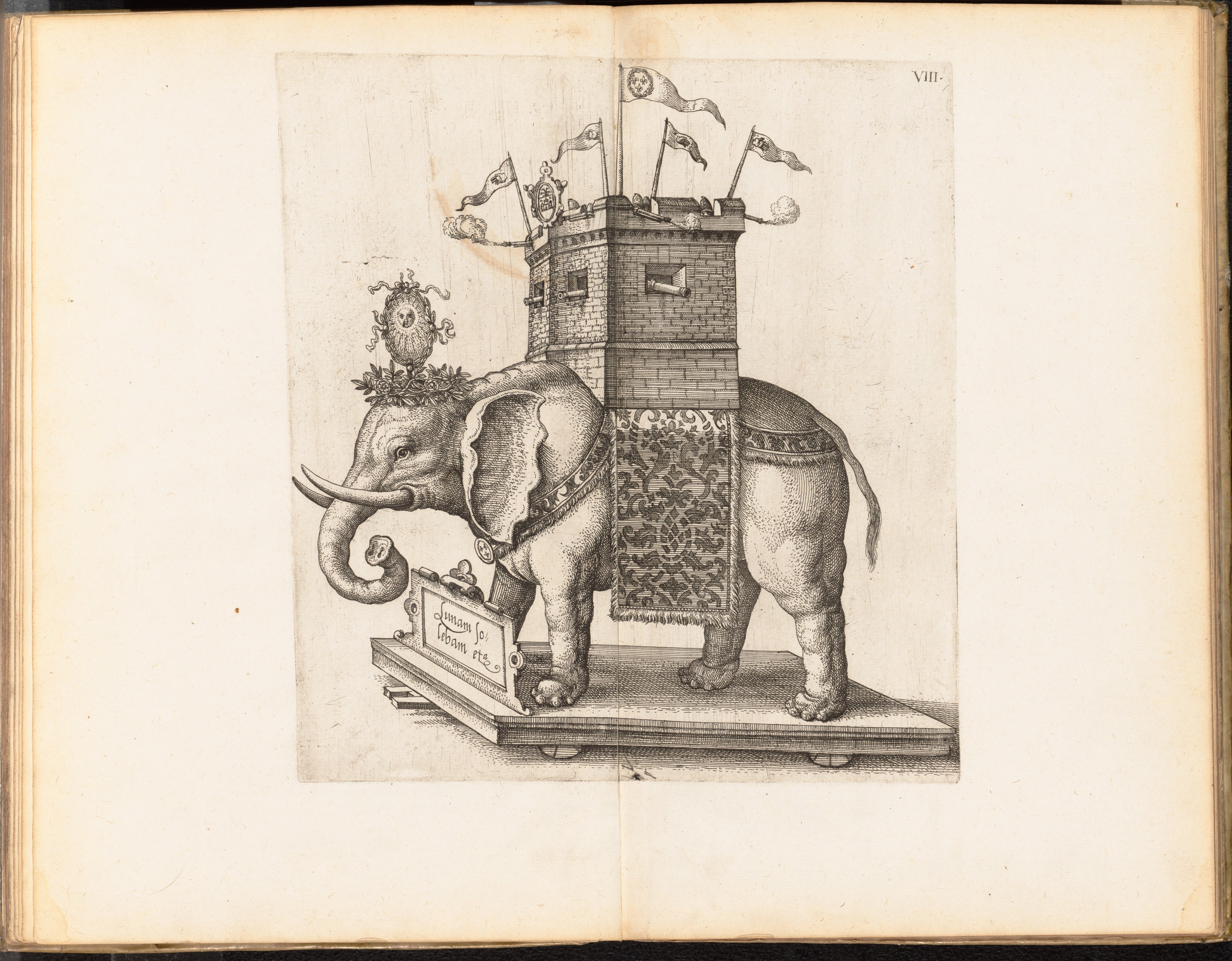
Боевой слон. 1582
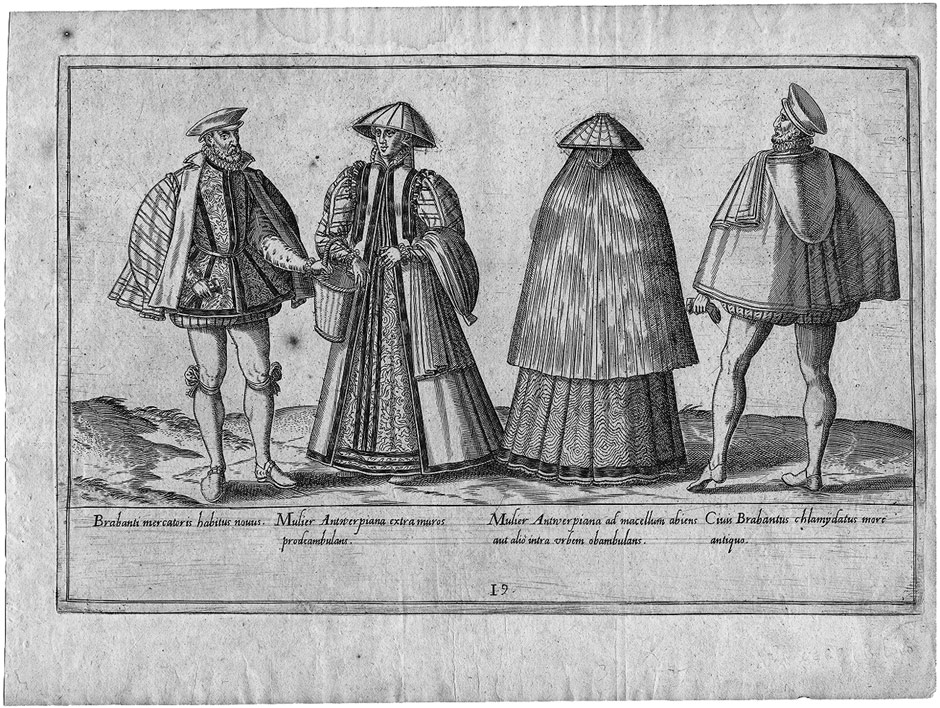
Брабантские и антверпенские костюмы. 1577
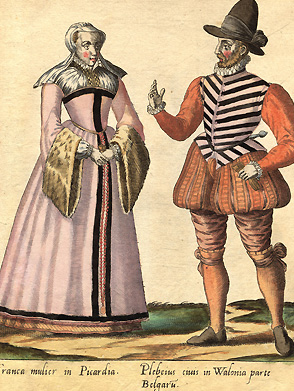
Костюмы жителей Пикардии. 1577